# 土岐市

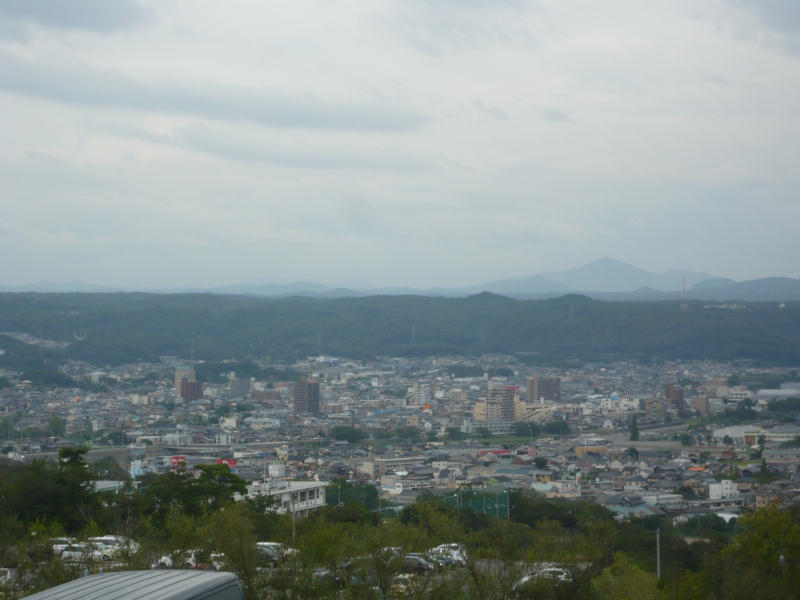
土岐市中心部

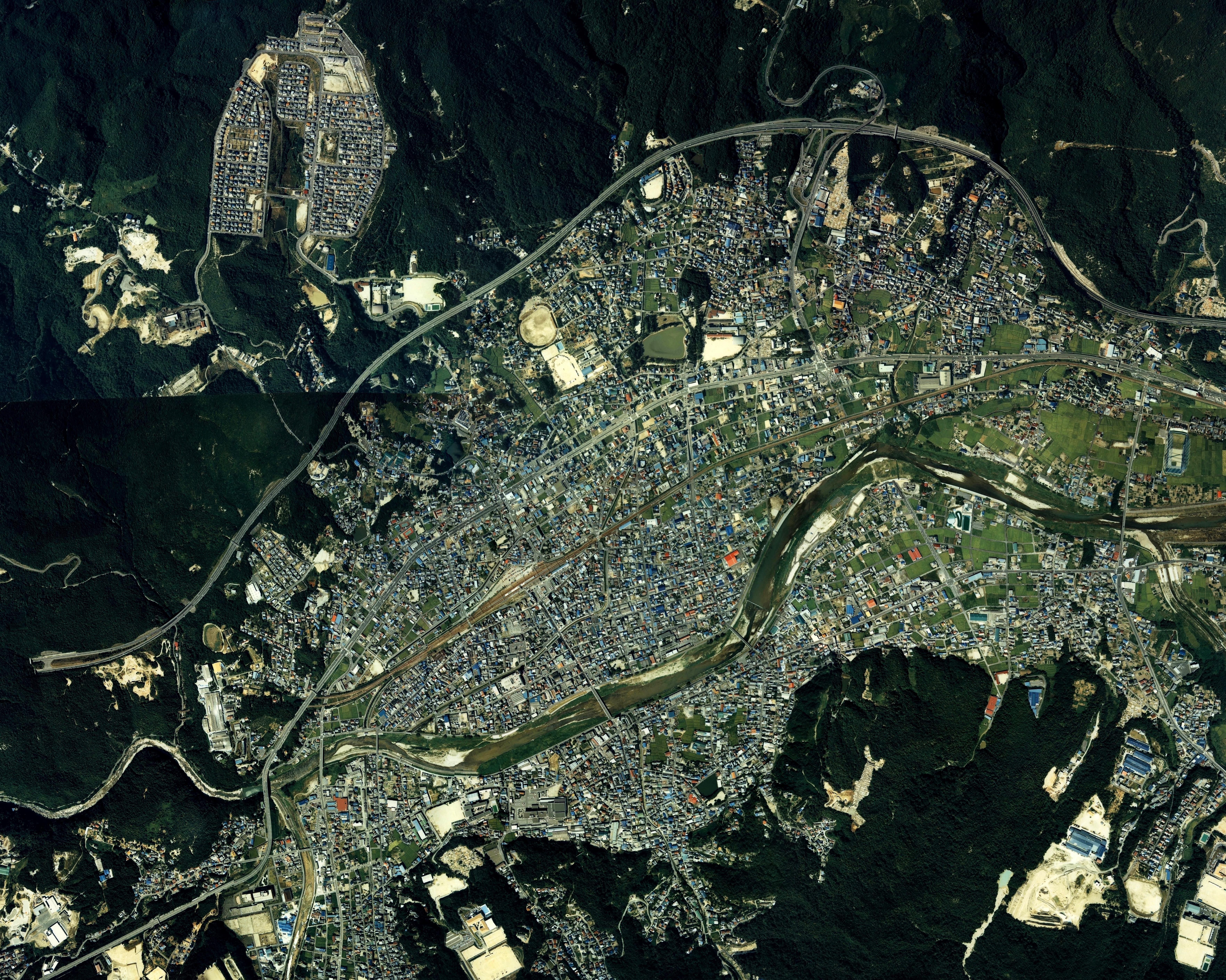
土岐市中心部周辺の空中写真。1987年撮影の8枚を合成作成。。

土岐市（ときし）は、岐阜県の南東部に位置する市。市域の約7割が丘陵地で南高北低の地形である。
美濃焼の産地であり、「陶磁器生産量日本一のまち」として知られる。また、織部焼発祥の地でもある。

## 概要
名古屋市から北東に約35kmの距離にありJR中央線と中央自動車道で結ばれる好立地であることから高度経済成長期から団地開発が進み、現在ではベッドタウンとなっている。2005年には東海環状自動車道が開通し、豊田方面とのアクセスが飛躍的に改善されたことで工業団地としての需要も高まってきている。観光面では美濃焼関連のほかにも岐阜県屈指の集客施設である土岐プレミアム・アウトレットを擁する。土岐市を含む東濃地方は古くより善光寺から名古屋を結ぶ下街道の宿場町として栄えた歴史があり、県庁所在地の岐阜市よりも名古屋市との結びつきが強いという特徴がある。

## 地理
- 山 : 三国山
- 河川 : 土岐川、肥田川、妻木川

本市を流れる河川はすべて庄内川水系であり、美濃地方の自治体では唯一木曽川水系の河川が存在しない。
同じ市であるが、地理的に各地域が山で隔てられておりそれぞれの町の文化が形成されている。共通する陶磁器産業についてもそれぞれの地域によって得意とする分野が分かれている。
- 駄知町：どんぶり
- 土岐津町・泉町：煎茶碗、湯呑
- 肥田町：皿
- 下石町：徳利
- 妻木町：コーヒー碗皿 等

### 隣接する自治体
- 岐阜県
  - 多治見市
  - 可児市
  - 瑞浪市
  - 可児郡御嵩町
- 愛知県
  - 瀬戸市
  - 豊田市

## 人口
| |                                        |  |
| 土岐市と全国の年齢別人口分布（2005年） | 土岐市の年齢・男女別人口分布（2005年） |  |
| ■紫色 ― 土岐市 ■緑色 ― 日本全国 | ■青色 ― 男性 ■赤色 ― 女性              |  |
| 土岐市（に相当する地域）の人口の推移 \| 1970年（昭和45年） \| 60,786人 \| \| \| 1975年（昭和50年） \| 63,324人 \| \| \| 1980年（昭和55年） \| 65,038人 \| \| \| 1985年（昭和60年） \| 65,308人 \| \| \| 1990年（平成2年） \| 64,946人 \| \| \| 1995年（平成7年） \| 65,631人 \| \| \| 2000年（平成12年） \| 63,283人 \| \| \| 2005年（平成17年） \| 62,102人 \| \| \| 2010年（平成22年） \| 60,475人 \| \| \| 2015年（平成27年） \| 57,827人 \| \| \| 2020年（令和2年） \| 55,348人 \| \| |                                        |  |
| 総務省統計局 国勢調査より |                                        |  |
| 1970年（昭和45年） | 60,786人                               |  |
| 1975年（昭和50年） | 63,324人                               |  |
| 1980年（昭和55年） | 65,038人                               |  |
| 1985年（昭和60年） | 65,308人                               |  |
| 1990年（平成2年） | 64,946人                               |  |
| 1995年（平成7年） | 65,631人                               |  |
| 2000年（平成12年） | 63,283人                               |  |
| 2005年（平成17年） | 62,102人                               |  |
| 2010年（平成22年） | 60,475人                               |  |
| 2015年（平成27年） | 57,827人                               |  |
| 2020年（令和2年） | 55,348人                               |  |

## 沿革
- 明治12年（1879年）2月18日 - 岐阜県で郡区町村編成法が施行となる。

### 町村制施行以降の沿革
- 明治22年（1889年）7月1日 - 町村制の施行により以下の町村が発足。
  - 土岐口村、高山村、妻木村、下石村、曽木村、駄知村、河合村（それぞれ単独村制）
  - 鶴里村 ← 柿野村、細野村
  - 肥田村 ← 浅野村、肥田村
  - 泉村 ← 久尻村、大富村、定林寺村
- 明治22年（1889年）11月5日 - 土岐口村・高山村が合併して土岐津町が発足。
- 明治42年（1909年）10月11日 - 駄知村が町制施行して駄知町となる。
- 大正4年（1915年）10月1日 - 泉村が町制施行して泉町となる。
- 大正8年（1919年）7月1日 - 下石村が町制施行して下石町となる[4]。
- 昭和6年（1931年）1月1日 - 妻木村が町制施行して妻木町となる。
- 昭和30年（1955年）2月1日 - 土岐郡 駄知町・土岐津町・下石町・妻木町・泉町・肥田村・鶴里村・曽木村の8か町村が合併して土岐市が発足[5]。
- 昭和32年（1957年）4月1日 - 泉町定林寺字次月が可児郡 御嵩町に編入される。
- 昭和40年（1965年）10月27日 - 昭和天皇、香淳皇后が第20回国民体育大会に合わせて県内を行幸啓。土岐市民センターなどを訪問[6]。

## 合併の経過

### 変遷表
| 明治元年        | 明治5年6月      | 明治12年 2月18日 郡区町村 編制法施行 | 明治22年 7月1日 町村制施行 | 明治22年 11月15日    | 明治30年 4月1日 | 明治42年 10月11日  | 大正4年 10月1日  | 大正8年 7月1日     | 昭和6年 1月1日     | 昭和29年 4月1日                          | 昭和30年 2月1日 - 昭和32年 4月1日                                              | 現在   |
| --------------- | --------------- | ------------------------------------ | -------------------------- | -------------------- | --------------- | ------------------ | ---------------- | ------------------ | ------------------ | ---------------------------------------- | ------------------------------------------------------------------------------ | ------ |
| 土岐郡 土岐口村 | 土岐郡 土岐口村 | 土岐郡 土岐口村                      | 土岐郡 土岐口村            | 町制 土岐郡 土岐津町 | 土岐郡 土岐津町 | 土岐郡 土岐津町    | 土岐郡 土岐津町  | 土岐郡 土岐津町    | 土岐郡 土岐津町    | 土岐郡 土岐津町                          | 昭和30年 2月1日 土岐市 昭和32年 4月1日 泉町定林寺字次月が 可児郡 御嵩町 に編入 | 土岐市 |
| 土岐郡 高山村   | 土岐郡 高山村   | 土岐郡 高山村                        | 土岐郡 高山村              | 町制 土岐郡 土岐津町 | 土岐郡 土岐津町 | 土岐郡 土岐津町    | 土岐郡 土岐津町  | 土岐郡 土岐津町    | 土岐郡 土岐津町    | 土岐郡 土岐津町                          | 昭和30年 2月1日 土岐市 昭和32年 4月1日 泉町定林寺字次月が 可児郡 御嵩町 に編入 | 土岐市 |
| 土岐郡 駄知村   | 土岐郡 駄知村   | 土岐郡 駄知村                        | 土岐郡 駄知村              | 土岐郡 駄知村        | 土岐郡 駄知村   | 町制 土岐郡 駄知町 | 土岐郡 駄知町    | 土岐郡 駄知町      | 土岐郡 駄知町      | 土岐郡 駄知町                            | 昭和30年 2月1日 土岐市 昭和32年 4月1日 泉町定林寺字次月が 可児郡 御嵩町 に編入 | 土岐市 |
| 土岐郡 下石村   | 土岐郡 下石村   | 土岐郡 下石村                        | 土岐郡 下石村              | 土岐郡 下石村        | 土岐郡 下石村   | 土岐郡 下石村      | 土岐郡 下石村    | 町制 土岐郡 下石町 | 土岐郡 下石町      | 土岐郡 下石町                            | 昭和30年 2月1日 土岐市 昭和32年 4月1日 泉町定林寺字次月が 可児郡 御嵩町 に編入 | 土岐市 |
| 土岐郡 妻木村   | 土岐郡 妻木村   | 土岐郡 妻木村                        | 土岐郡 妻木村              | 土岐郡 妻木村        | 土岐郡 妻木村   | 土岐郡 妻木村      | 土岐郡 妻木村    | 土岐郡 妻木村      | 町制 土岐郡 妻木町 | 土岐郡 妻木町                            | 昭和30年 2月1日 土岐市 昭和32年 4月1日 泉町定林寺字次月が 可児郡 御嵩町 に編入 | 土岐市 |
| 土岐郡 上肥田村 | 土岐郡 肥田村   | 土岐郡 肥田村                        | 土岐郡 肥田村              | 土岐郡 肥田村        | 土岐郡 肥田村   | 土岐郡 肥田村      | 土岐郡 肥田村    | 土岐郡 肥田村      | 土岐郡 肥田村      | 土岐郡 肥田村                            | 昭和30年 2月1日 土岐市 昭和32年 4月1日 泉町定林寺字次月が 可児郡 御嵩町 に編入 | 土岐市 |
| 土岐郡 中肥田村 | 土岐郡 肥田村   | 土岐郡 肥田村                        | 土岐郡 肥田村              | 土岐郡 肥田村        | 土岐郡 肥田村   | 土岐郡 肥田村      | 土岐郡 肥田村    | 土岐郡 肥田村      | 土岐郡 肥田村      | 土岐郡 肥田村                            | 昭和30年 2月1日 土岐市 昭和32年 4月1日 泉町定林寺字次月が 可児郡 御嵩町 に編入 | 土岐市 |
| 土岐郡 下肥田村 | 土岐郡 肥田村   | 土岐郡 肥田村                        | 土岐郡 肥田村              | 土岐郡 肥田村        | 土岐郡 肥田村   | 土岐郡 肥田村      | 土岐郡 肥田村    | 土岐郡 肥田村      | 土岐郡 肥田村      | 土岐郡 肥田村                            | 昭和30年 2月1日 土岐市 昭和32年 4月1日 泉町定林寺字次月が 可児郡 御嵩町 に編入 | 土岐市 |
| 土岐郡 上浅野村 | 土岐郡 肥田村   | 土岐郡 肥田村                        | 土岐郡 肥田村              | 土岐郡 肥田村        | 土岐郡 肥田村   | 土岐郡 肥田村      | 土岐郡 肥田村    | 土岐郡 肥田村      | 土岐郡 肥田村      | 土岐郡 肥田村                            | 昭和30年 2月1日 土岐市 昭和32年 4月1日 泉町定林寺字次月が 可児郡 御嵩町 に編入 | 土岐市 |
| 土岐郡 下浅野村 | 土岐郡 肥田村   | 土岐郡 肥田村                        | 土岐郡 肥田村              | 土岐郡 肥田村        | 土岐郡 肥田村   | 土岐郡 肥田村      | 土岐郡 肥田村    | 土岐郡 肥田村      | 土岐郡 肥田村      | 土岐郡 肥田村                            | 昭和30年 2月1日 土岐市 昭和32年 4月1日 泉町定林寺字次月が 可児郡 御嵩町 に編入 | 土岐市 |
| 土岐郡 細野村   | 土岐郡 細野村   | 土岐郡 細野村                        | 土岐郡 鶴里村              | 土岐郡 鶴里村        | 土岐郡 鶴里村   | 土岐郡 鶴里村      | 土岐郡 鶴里村    | 土岐郡 鶴里村      | 土岐郡 鶴里村      | 土岐郡 鶴里村                            | 昭和30年 2月1日 土岐市 昭和32年 4月1日 泉町定林寺字次月が 可児郡 御嵩町 に編入 | 土岐市 |
| 土岐郡 柿野村   | 土岐郡 柿野村   | 土岐郡 柿野村                        | 土岐郡 鶴里村              | 土岐郡 鶴里村        | 土岐郡 鶴里村   | 土岐郡 鶴里村      | 土岐郡 鶴里村    | 土岐郡 鶴里村      | 土岐郡 鶴里村      | 土岐郡 鶴里村                            | 昭和30年 2月1日 土岐市 昭和32年 4月1日 泉町定林寺字次月が 可児郡 御嵩町 に編入 | 土岐市 |
| 土岐郡 曽木村   | 土岐郡 曽木村   | 土岐郡 曽木村                        | 土岐郡 曽木村              | 土岐郡 曽木村        | 土岐郡 曽木村   | 土岐郡 曽木村      | 土岐郡 曽木村    | 土岐郡 曽木村      | 土岐郡 曽木村      | 土岐郡 曽木村                            | 昭和30年 2月1日 土岐市 昭和32年 4月1日 泉町定林寺字次月が 可児郡 御嵩町 に編入 | 土岐市 |
| 土岐郡 久尻村   | 土岐郡 久尻村   | 土岐郡 久尻村                        | 土岐郡 泉村                | 土岐郡 泉村          | 土岐郡 泉村     | 土岐郡 泉村        | 町制 土岐郡 泉町 | 土岐郡 泉町        | 土岐郡 泉町        | 土岐郡 泉町                              | 昭和30年 2月1日 土岐市 昭和32年 4月1日 泉町定林寺字次月が 可児郡 御嵩町 に編入 | 土岐市 |
| 土岐郡 大富村   | 土岐郡 大富村   | 土岐郡 大富村                        | 土岐郡 泉村                | 土岐郡 泉村          | 土岐郡 泉村     | 土岐郡 泉村        | 町制 土岐郡 泉町 | 土岐郡 泉町        | 土岐郡 泉町        | 土岐郡 泉町                              | 昭和30年 2月1日 土岐市 昭和32年 4月1日 泉町定林寺字次月が 可児郡 御嵩町 に編入 | 土岐市 |
| 土岐郡 定林寺村 | 土岐郡 定林寺村 | 土岐郡 定林寺村                      | 土岐郡 泉村                | 土岐郡 泉村          | 土岐郡 泉村     | 土岐郡 泉村        | 町制 土岐郡 泉町 | 土岐郡 泉町        | 土岐郡 泉町        | 土岐郡 泉町                              | 昭和30年 2月1日 土岐市 昭和32年 4月1日 泉町定林寺字次月が 可児郡 御嵩町 に編入 | 土岐市 |
| 土岐郡 河合村   | 土岐郡 河合村   | 土岐郡 河合村                        | 土岐郡 河合村              | 土岐郡 河合村        | 土岐郡 明世村   | 土岐郡 明世村      | 土岐郡 明世村    | 土岐郡 明世村      | 土岐郡 明世村      | 昭和29年 4月1日 河合が 土岐郡 泉町に編入 | 昭和30年 2月1日 土岐市 昭和32年 4月1日 泉町定林寺字次月が 可児郡 御嵩町 に編入 | 土岐市 |
| 土岐郡 戸狩村   | 土岐郡 戸狩村   | 土岐郡 戸狩村                        | 土岐郡 戸狩村              | 土岐郡 戸狩村        | 土岐郡 明世村   | 土岐郡 明世村      | 土岐郡 明世村    | 土岐郡 明世村      | 土岐郡 明世村      | 昭和29年 4月1日 瑞浪市                   | 瑞浪市                                                                         | 瑞浪市 |
| 土岐郡 山野内村 | 土岐郡 山野内村 | 土岐郡 山野内村                      | 土岐郡 山野内村            | 土岐郡 山野内村      | 土岐郡 明世村   | 土岐郡 明世村      | 土岐郡 明世村    | 土岐郡 明世村      | 土岐郡 明世村      | 昭和29年 4月1日 瑞浪市                   | 瑞浪市                                                                         | 瑞浪市 |
| 土岐郡 月吉村   | 土岐郡 月吉村   | 土岐郡 月吉村                        | 土岐郡 月吉村              | 土岐郡 月吉村        | 土岐郡 明世村   | 土岐郡 明世村      | 土岐郡 明世村    | 土岐郡 明世村      | 土岐郡 明世村      | 昭和29年 4月1日 瑞浪市                   | 瑞浪市                                                                         | 瑞浪市 |

### 昭和の合併
- 合併促進法により旧土岐郡町村の枠組みが議論される。
- 当初は「土岐津、泉、肥田の北部のみ」の市町村合併や「下石、妻木、駄知等の南部のみ」の枠組み等も研究される。
- 合併案に際し、下石町および妻木町へ多治見市から激しい合併の勧誘があった。
- 当初現土岐市の枠組みに駄知町は難色を示し、南部のみの枠組みを推進する。
- 合併に際し、市役所の所在地について下石町と土岐津町は対立し、激しい主導権争いを繰りひろげ何度も白紙になりかけたが、駄知町が仲裁に入り協議が行われ、幾つかの条件をつけ合意する。
  1. 市役所は合併後2年以内に土岐郡役所跡に置く
  2. 下石町に公会堂を設置する（旧市民センター、土岐市西部体育館  現:西部こども園）
  3. 妻木町および下石町の病院の整備（旧中央病院  現:ウエルウエア土岐)
  4. 駄知町に陶磁器試験場を設置する（現セラテクノ土岐）…等
- 合併目前、「陶都市」の名称で合併しようとしたが、多治見市など他陶磁器産地の猛反発があり、当時の自治省（現総務省）に却下され、その後「美濃陶都市」でも却下され、いくつかの案より古来からの郡名である土岐を採用し「土岐市」と命名した（隣接し先に合併した瑞浪市は、土岐郡瑞浪土岐町他周辺町村が合併し誕生しているが、市の名称で「瑞浪市」案と「土岐市」案で対立したが、「瑞浪市」を採用している。）。
- 1955年（昭和30年）2月1日 土岐市制施行[5]。
- 合併後2年間駄知町（旧駄知町役場）に市役所設置（議員が入りきらず駄知小学校講堂で議会が行われた）。
- その後泉支所と土岐津支所が廃止され、駄知支所を設置、土岐津町に市役所が建設される。

### 平成の合併
- 2002年（平成14年）7月1日 東濃西部3市1町（土岐市、瑞浪市、多治見市、土岐郡笠原町）を枠組みとする東濃西部合併協議会が設置される。
- 2004年（平成16年）1月25日 東濃西部の合併に関する住民投票が行われ、笠原町以外の3市で合併反対が賛成を大きく上回り、その結果を受け合併計画は白紙となる。
  - この時、新市名の投票も行われ、「土岐川、織部、東濃、陶都、桔梗」から「東濃」が一位となった。尚、市役所新庁舎は土岐市内に建設が決定していた。
- 2004年（平成16年）3月31日　東濃西部合併協議会が解散する。
- 以後単独市政をあゆむ。

## 行政
- 市長：加藤淳司（2019年4月27日就任、2期目）

### 歴代市長
| 代   | 氏名     | 就任日        | 退任日        | 備考               |
| ---- | -------- | ------------- | ------------- | ------------------ |
| 初代 | 二宮安徳 | 1955年        |               | 元土岐地方事務所長 |
| 2代  | 水野沖三 |               | 1983年        | 下石町             |
| 3代  | 塚本保夫 | 1983年4月27日 | 2007年4月26日 | 駄知町、6期        |
| 4代  | 大野信彦 | 2007年4月27日 | 2011年4月26日 | 泉町、1期          |
| 5代  | 加藤靖也 | 2011年4月27日 | 2019年4月26日 | 泉町、2期          |
| 6代  | 加藤淳司 | 2019年4月27日 | 現職          | 泉町、2期目        |

- 土岐市役所
- 市役所支所
  - 西部支所 - 妻木町､下石町全域
  - 鶴里支所 - 鶴里町全域
  - 曽木支所 - 曽木町全域
  - 駄知支所 - 駄知町全域､肥田町肥田の一部
  - 肥田支所 - 肥田町肥田の一部を除く肥田町全域
- 広域行政
  - 東濃西部広域行政事務組合-土岐市、多治見市、瑞浪市で構成

## 議会

### 市議会
- 定数:18[7]
- 任期：2019年4月27日 － 2025年4月26日
- 議長：西尾隆久 (新世クラブ)
- 副議長：後藤正樹 (新世クラブ)

| 会派名             | 議席数 | 議員名 |
| ------------------ | ------ | --- |
| 新世クラブ         | 12     | 杉浦司美、加藤淳一、鈴木正義、水野哲男、安藤学、後藤正樹、安藤勝彦、渡邉豪、木股英明、大久保一夫、山内健、西尾隆久 |
| ききょうクラブ     | 1      | 北谷峰二 |
| 公明党             | 2      | 伊藤公男、水石玲子                                                                                                 |
| 市民ライフ         | 1      | 小栗恒雄 |
| かけはしみんなの声 | 1      | 塚本俊一 |
| 日本共産党         | 1      | 小関篤司 |

### 衆議院
- 選挙区：岐阜5区 （多治見市、中津川市、瑞浪市、恵那市、土岐市）
- 任期：2024年10月27日 - 2028年10月26日
- 投票日：2024年10月27日
- 当日有権者数：263,919人
- 投票率：59.51％

| 当落 | 候補者名 | 年齢 | 所属党派     | 新旧別 | 得票数   | 重複 |
| ---- | -------- | ---- | ------------ | ------ | -------- | ---- |
| 当   | 古屋圭司 | 71   | 自由民主党   | 前     | 73,679票 | ○    |
| 比当 | 眞野哲   | 42   | 立憲民主党   | 新     | 58.973票 | ○    |
|      | 山田良司 | 64   | 日本維新の会 | 元     | 19.973票 | ○    |

## 姉妹都市・提携都市
- 焼津市（静岡県）
  - 1978年10月10日 スポーツ姉妹都市提携[8]
  - 1997年4月7日 災害時応援協定締結[9]

6月と9月に「本交流」として両市民のスポーツ交流会が開催されるほか、種目団体の自主交流や学校間・少年スポーツ団等の交流が行われている。1997年には「災害時の応援に関する協定」を締結。
- ファエンツァ市（イタリア共和国、エミリア・ロマーニャ州）
  - 1979年10月23日 姉妹都市提携[10][11]

ともに「陶磁器の街」（ファエンツァ市はマジョリカ陶器で知られる）という共通性を持つ。土岐市の陶器会社が提案、ファエンツァ市名誉市民の陶芸家が仲介に立ち、1979年10月23日にファエンツァで盟約、11月22日に土岐市で盟約式。 セラテクノ土岐にイタリア庭園がある。

## 地域

### 教育

#### 大学・研究機関

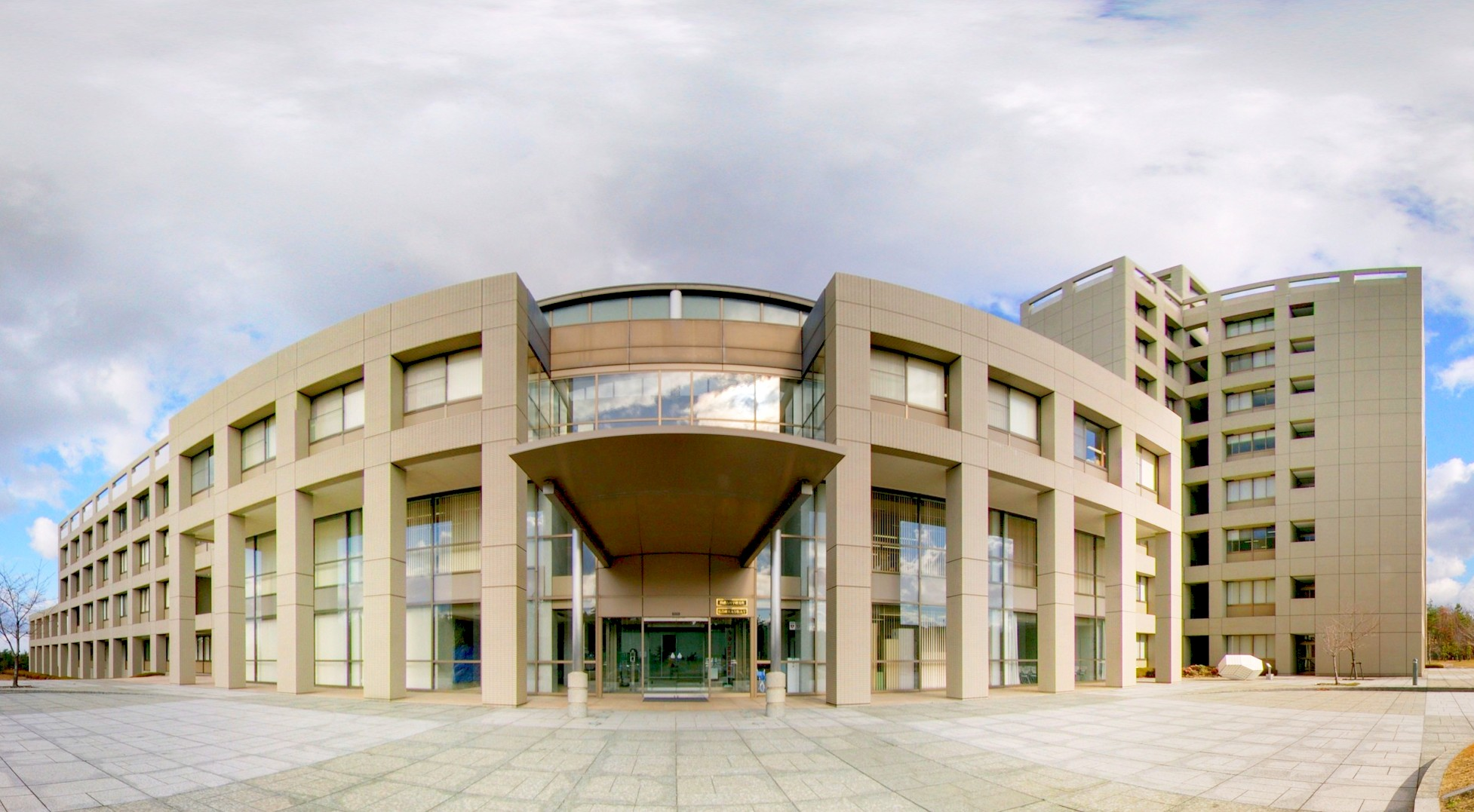
核融合科学研究所/総合研究大学院大学

- 国立大学法人総合研究大学院大学 土岐キャンパス
- 大学共同利用機関法人自然科学研究機構 核融合科学研究所

#### 専修学校
- 学校法人土岐学園 中部国際自動車大学校

#### 各種学校
- 中部速算学校

#### 高等学校
- 岐阜県立土岐商業高等学校
- 岐阜県立土岐紅陵高等学校（旧・土岐高等学校）
- 岐阜県立東濃フロンティア高等学校（旧・土岐北高等学校）

#### 中学校
- 土岐市立土岐津中学校
- 土岐市立西陵中学校
- 土岐市立濃南中学校

- 土岐市立駄知中学校
- 土岐市立肥田中学校
- 土岐市立泉中学校

#### 小学校
- 土岐市立土岐津小学校
- 土岐市立下石小学校
- 土岐市立妻木小学校
- 土岐市立濃南小学校

- 土岐市立駄知小学校
- 土岐市立肥田小学校
- 土岐市立泉小学校
- 土岐市立泉西小学校

#### 幼稚園
- 土岐市立土岐津小学校付属幼稚園
- 土岐市立妻木小学校付属幼稚園
- 土岐市立駄知小学校付属幼稚園

- 土岐市立肥田小学校付属幼稚園
- 土岐市立泉小学校付属幼稚園
- 土岐市立泉西小学校付属幼稚園

#### 特別支援学校
- 岐阜県立東濃特別支援学校

#### 指定自動車教習所
- 土岐自動車学校

### 公民館
- 土岐市立土岐津公民館
- 土岐市立下石公民館「楽習舎」
- 土岐市生涯学習館
- 土岐市立妻木公民館「城山公民館」
- 土岐市立鶴里公民館

- 土岐市立曽木公民館
- 土岐市立駄知公民館「啓明舎」
- 土岐市立肥田公民館
- 土岐市立泉公民館
- 土岐市立泉西公民館

### 図書館
- 土岐市図書館

### 体育館
- 土岐市駄知体育館
- 土岐市土岐津体育館
- 土岐市肥田体育館

### 郵便局
- 土岐郵便局（集配局）
- 駄知郵便局
- 妻木郵便局
- 下石郵便局
- 土岐鶴里郵便局
- 曽木郵便局

- 肥田郵便局
- 土岐駅前郵便局
- 土岐定林寺郵便局
- 土岐泉西郵便局
- 土岐上田簡易郵便局

### 消防
- 土岐市消防本部
  - 土岐市北消防署
  - 土岐市南消防署
    - 濃南分駐所

### 医療機関
- 土岐市立総合病院
- 土岐市国民健康保険駄知診療所
  - 土岐市及び瑞浪市休日急病診療所（駄知診療所併設）
- 高井病院
- 聖十字病院

### テレビ・FMラジオ中継局
市内には3箇所のNHK、民放5社（CBCテレビ（5）、東海テレビ放送（1）、名古屋テレビ放送（6）、中京テレビ放送（4）、岐阜放送（8））のテレビ中継局がある。
3局の中では土岐南中継局が最も出力が高い。またこの土岐南中継局にはFMラジオのNHK岐阜FM・FM GIFUの中継局も併設されている。
- 土岐南中継局（妻木町）　テレビ7局・FM2局
- 土岐中継局（泉町定林寺）　テレビ7局
- 土岐駄知中継局（駄知町神明平） NHK総合・Eテレのみ

### ケーブルテレビ
土岐市内はおりべネットワーク（本社：多治見市）のエリアとなっており、テレビ愛知の視聴も可能となる。

### 文化施設
- 土岐市文化プラザ
- 土岐市美濃陶磁歴史館
- 織部の里公園

## 交通

### 鉄道
東海旅客鉄道（JR東海）

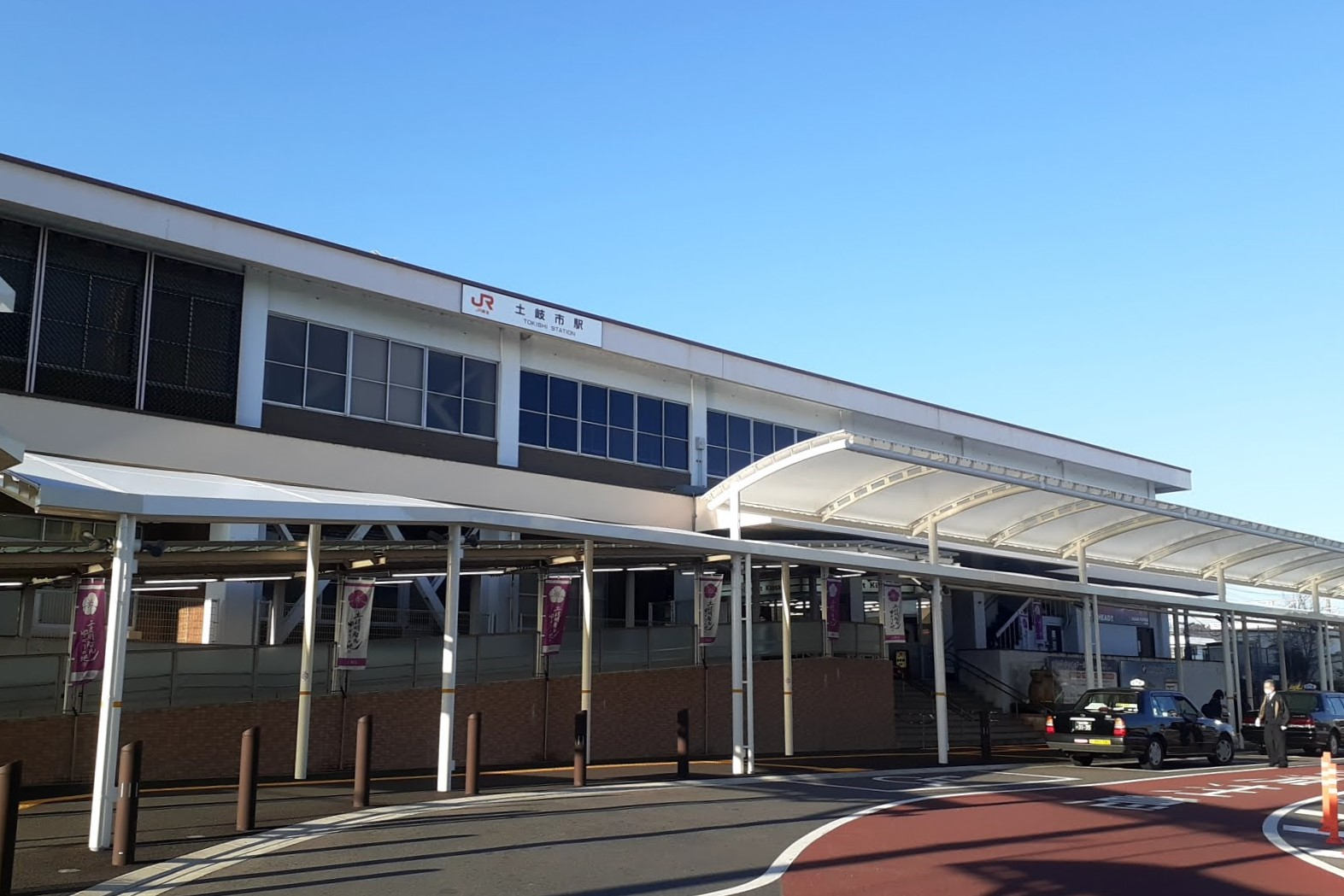
土岐市駅

- 中央本線：（瑞浪市）- 土岐市駅 -（多治見市）
- 現在の土岐市の鉄道駅は土岐市駅のみである
土岐市駅 - 千種駅 (名古屋繁華街・栄の最寄駅）：ホームライナー約25分、快速電車約30分、普通電車約35分
土岐市駅 - 名古屋駅：ホームライナー約35分、快速電車約40分、普通電車約45分
- かつては東濃鉄道駄知線（1974年廃止）が運行されていた。
土岐市駅 - 新土岐津駅 - 神明口駅 - 土岐口駅 - 下石駅 - 山神駅 - 駄知駅 - 東駄知駅

### バス
- 東鉄バス
- 土岐市民バス

### 道路
- 中央自動車道 ： 土岐IC - 土岐JCT
- 東海環状自動車道　：　土岐南多治見IC - 土岐JCT - 五斗蒔PA/スマートIC
- 国道19号（土岐バイパス）
- 国道21号（道の駅「志野・織部」、中央道土岐IC接続）
- 国道363号柿野バイパス（岐阜県土岐市鶴里町柿野 - 同市鶴里町細野、L=3.3km）　A工区、B工区は開通
- 主要地方道　岐阜県道13号豊田多治見線
- 主要地方道　岐阜県道19号土岐足助線
- 主要地方道　岐阜県道66号多治見恵那線（道の駅「土岐美濃焼街道・どんぶり会館」）
- 主要地方道　岐阜県道69号土岐市停車場細野線
- 主要地方道　岐阜県道84号土岐可児線
- 岐阜県道111号平畑土岐線
- 岐阜県道112号上渡合土岐線
- 岐阜県道385号河合多治見線
- 岐阜県道382号土岐南多治見インター線（東海環状道土岐南多治見IC接続)
- 岐阜県道387号下石笠原市之倉線
- 岐阜県道388号妻木笠原線
- 岐阜県道392号肥田下石線
- 岐阜県道421号武並土岐多治見線

## 主な施設

### 商業施設
- 土岐プレミアム・アウトレット
- テラスゲート土岐
  - とっくり村
  - よりみち温泉
  - まちゆい

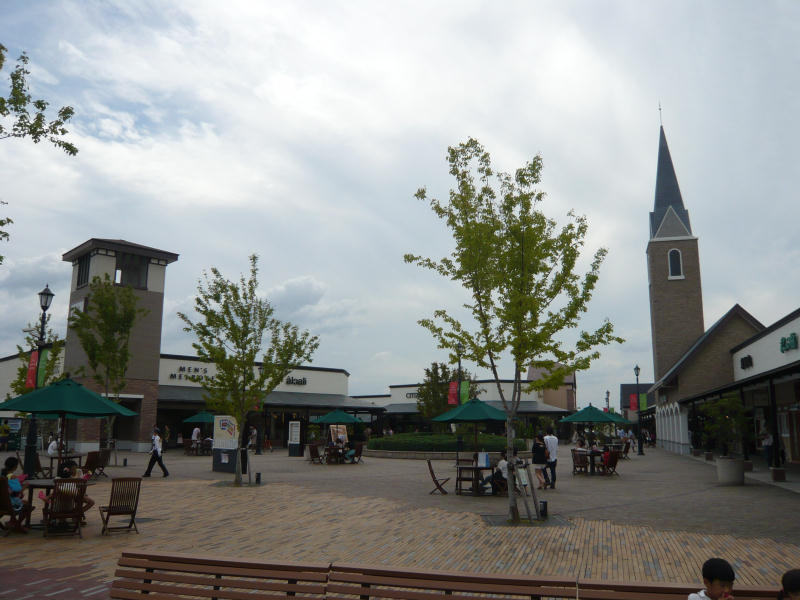
土岐プレミアムアウトレット

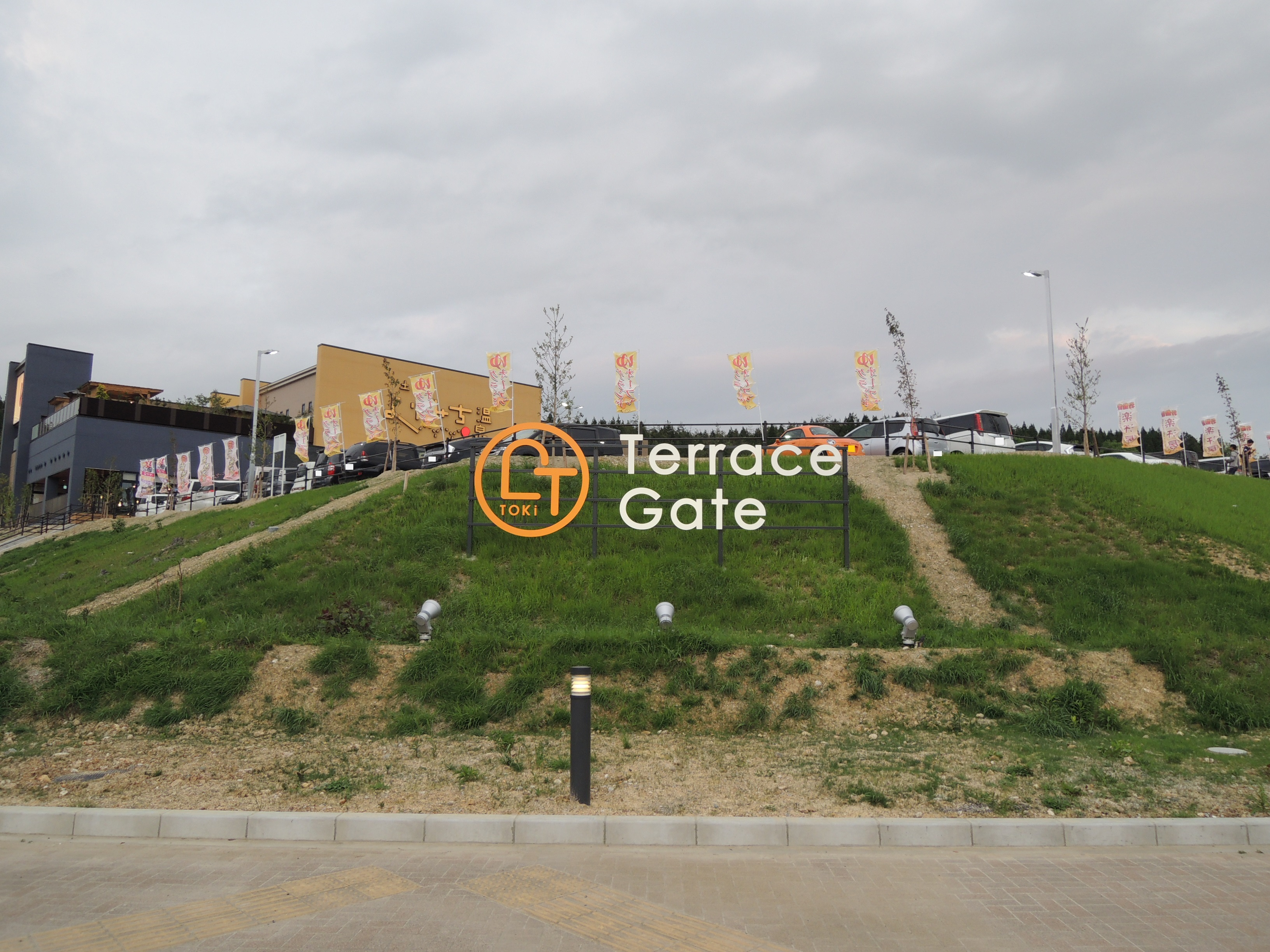
テラスゲート土岐

  - スーパーセンターオークワテラスゲート土岐店
- イオンモール土岐[注釈 3][13]
  - イオンスタイル土岐

### 温浴施設
- 柿野温泉
- 山神温泉
- 土岐市温泉活用型健康増進施設「バーデンパークSOGI」（曽木温泉）

### 道の駅
- 道の駅土岐美濃焼街道「どんぶり会館」
- 道の駅 志野・織部

## 名所・旧跡・観光スポット・祭事・催事

### 名所・観光スポット
- 織部ヒルズ（土岐美濃焼卸商業団地）
- 陶史の森
  - セラミックスレインボーライン･稚児岩大橋
- 土岐市立陶磁器試験場「セラテクノ土岐」
- 織部の里公園
- 土岐市美濃陶磁歴史館
- 土岐市文化会館（パレオパラドキシアの展示など）

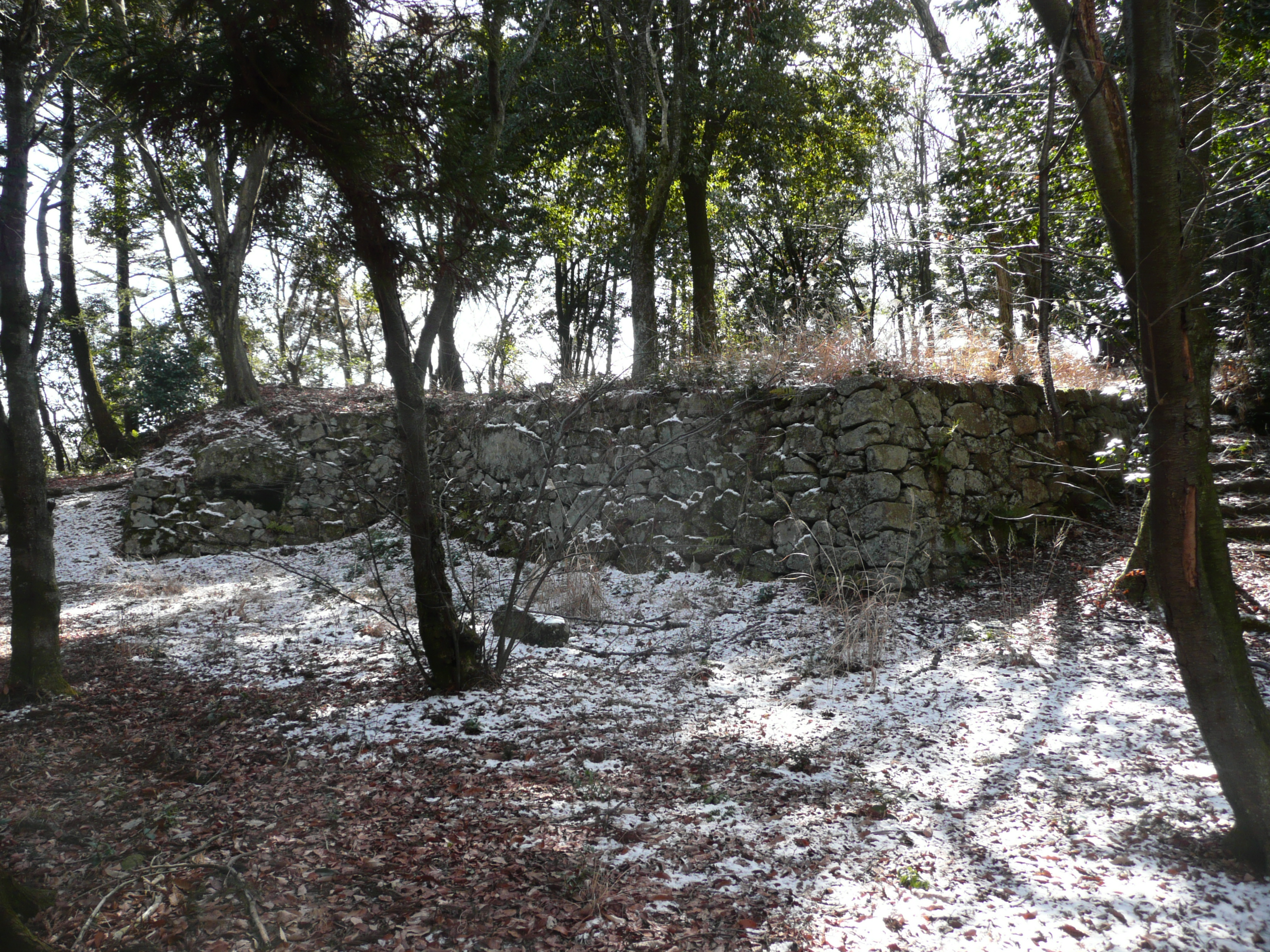
妻木城の本丸の石垣

- 美濃陶芸村
  - 美濃焼伝統産業会館
- 土岐市郷土物産陳列所（土岐市駅2F）
- 若人の丘
  - 土岐少年自然の家
  - 曽木公園

- 土岐市総合公園
- 下石窯元館
- 駄知旧車館

### 旧跡・城
- 妻木城址：県指定史跡
- 高山城址

## 寺院
泉東窯町
- 延命寺

泉町定林寺
- 定林寺

泉町久尻
- 長養寺
- 清安寺
- 圓光寺

泉町河合
- 嶋香寺
- 極善寺

肥田町肥田
- 天福寺

肥田町浅野
- 永松寺

土岐津町高山
- 慈徳院

土岐津町土岐口
- 広福寺
- 眞淨寺

下石町
- 常福寺

駄知町
- 長久寺
- 最上寺
- 善光寺

妻木町
- 崇禅寺
- 大性院
- 神宮寺

曽木町
- 仏徳寺

鶴里町細野
- 正福寺

鶴里町柿野
- 荘厳寺

## 神社
- 白山神社（泉中窯町）
- 八幡神社（妻木町）
- 久尻神社（泉町）

### 祭事・催事
- 土岐美濃焼まつり 毎年5月3日 -5月5日（日本三大陶器祭りのひとつ）[14]
  - 会場：織部ヒルズ（土岐市美濃焼卸商業団地）
- TOKI-陶器祭　4月中旬
  - 会場：土岐市駅前
- だち窯やまつり　5月3日 -5月5日
  - 会場:駄知町南山公園
- 駄知どんぶりまつり　10月初旬
  - 会場：土岐市駄知体育館周辺他駄知町各地、どんぶり会館
- 下石どえらあええ陶器祭り　10月初旬
  - 会場：下石工業組合他下石町各地
- 高山城戦国合戦まつり 会場：土岐津町高山区民会館
- あかりの夕べ　10月下旬　陶磁器製の灯ろうでライトアップ
  - 会場：土岐津町　本郷公民館
- 曽木公園　もみじ祭り　11月中旬[注釈 4]
  - 紅葉がライトアップ、池[注釈 5]に映る逆さ紅葉が有名。[15]
- 流鏑馬神事　10月第2日曜日
  - 八幡神社

## 出身著名人
- 長瀬博 - 化学者、筑波大学教授
- 田口尚幸 - 国文学者、愛知教育大学教授
- 若尾政希 - 思想史家、一橋大学教授、日本学術会議会員
- 酒井直人 - 東京都中野区長、元中野区職員
- 佐橋滋 - 元通商産業事務次官、元余暇開発センター理事長
- 稲垣隆司 - 岐阜薬科大学学長、元愛知県副知事、元名古屋競馬社長
- 林高生 - エイチーム創業者・社長
- 神奈月 - ものまねタレント
- 纐纈歩美 - サックス奏者
- 近藤サト - フリーアナウンサー、元フジテレビアナウンサー
- 酒井敏也 - 俳優
- 尾関伸次 - 俳優
- 田中邦衛 - 俳優
- 塚本連平 - テレビドラマ演出家・映画監督
- 橋本真也 - プロレスラー
- 塚本快示 - 陶芸家
- 神戸峰男 - 彫刻家
- 長谷川英二 - 工芸家、土岐市無形文化財
- 新井清泉 - 書道家
- 人時 - ミュージシャン、元黒夢
- 真山亜子（旧芸名・水原リン） - 声優
- 問題龍 - プロレスラー
- ワタナベシュン - プロレスラー
- 堀慶末 - 死刑囚
- 土本典昭 - 記録映画作家、ルポルタージュ作家

### 名誉市民
- 二宮安徳 - 元土岐市長
- 塚本快示
- 水野沖三 - 元土岐市長
- 鈴木喜義 - 元土岐商工会議所会頭
- 塚本保夫 - 元土岐市長
- 玉樹成三 - 元土岐商工会議所会頭

## 郵便番号
郵便番号は以下の通りとなっている。2006年10月1日に変更。
- 土岐郵便局：509-51xx、509-52xx、509-53xx、509-54xx

## 市外局番
- 市外局番は全域で0572（多治見MA）が用いられている。
  - 市内局番は、主に50番台を使用している。